# Mintiu Gherlii
Mintiu Gherlii là một xã thuộc hạt Cluj, România. Dân số thời điểm năm 2002 là 3861 người.